# Jacques Vermeire
Jacques Aimé Vermeire (Antwerpen, 27 mei 1951) is een Vlaams acteur, artiest, zanger, komiek en presentator. Hij is bij het grote publiek bekend als garagehouder Dimitri De Tremmerie in F.C. De Kampioenen.

## Biografie
Vermeire volgde aan het Stedelijk Conservatorium van Mechelen toneel, dictie en voordracht. Hij haalde een graduaat in marketing aan het Sint-Eligiusinstituut te Antwerpen.
Vermeire was onder meer importeur en verkoper van Ragazzischoenen en aankoper bij Bayer in Antwerpen.

### Carrière bij de BRT
Jacques Vermeire begon zijn carrière bij de BRT in het radioprogramma Sportkaffee. Dat programma werd op zondagavond tussen 17 en 20 uur uitgezonden op BRT2 Omroep Limburg, liep van 1985 tot en met 1990 en werd opgenomen met publiek. Voor de aanvang van het programma en tijdens het radionieuws van 19 uur was Jacques de komiek van dienst. Zo imiteerde hij Eddy Wally. Tijdens het programma serveerde Vermeire drankjes en chips. Frank Dingenen, die een keer te gast was, merkte de capaciteiten van Jacques op en bezorgde hem een kleine rol in de serie Meester, hij begint weer!, waar hij conciërge speelde.
Zijn doorbraak bij het grote publiek kwam er echter door zijn wekelijkse deelname als panellid aan De Drie Wijzen, waar Frank Dingenen - zelf panellid - hem introduceerde. Hij trad ook op in zaalshows met aangever Luc Verschueren. Verder maakte hij korte sketches voor de BRTN, die later ook uitgebracht werden op VHS met als titel Oei Jacques. Vanaf 1989 tot 1995 was hij ook elk oudjaar op de BRTN te zien in diverse oudjaarspecials.
Vermeire speelde van 1990 tot en met 1998 ook mee in F.C. De Kampioenen als de zeer populaire garagehouder Dimitri De Tremmerie. In het voorjaar van 2010 kwam hij na 12 jaar afwezigheid eenmalig terug in de serie. Hij speelde de rol van DDT nog eens in een parodie op de serie in het komische programma Tegen de Sterren op op VTM. Ook in de tweede, derde en vierde F.C. De Kampioenen-film hernam hij zijn rol van DDT. Eind 2020 herneemt hij zijn rol van Dimitri De Tremmerie terug in de kerstspecial van F.C. De Kampioenen.
Hij maakte zijn speelfilmdebuut in 1983 in de film Na de liefde en scoorde een kaskraker met meer dan 700.000 bezoekers voor de Vlaamse komische film Max (1994).

### Overstap naar VTM
Vermeire stapte in 1998 over naar VTM. Er werd daarvoor een miljard Belgische frank vrijgemaakt voor programma's rond Vermeire, wat door sommigen werd begrepen alsof Vermeire zelf een miljard verdiende aan de overstap. Noodgedwongen werd hij door de scenarioschrijvers van F.C. De Kampioenen uit de serie geschreven.
Bij VTM speelde hij van 1999 tot 2007 de hoofdrol in de sitcom Verschoten & Zoon als René Verschoten, eveneens als garagehouder. Hij had eveneens rond dat jaar zijn eigen sketchshow.
In het begin van 2006 presenteerde hij samen met Francesca Vanthielen Sterren op de Dansvloer, waar begin 2007 en begin 2008 ook een vervolg op kwam. In 2007 was hij te zien in Wittekerke en als presentator van 101 Vragen aan .... Ook speelde hij een hoofdrol in GodzijDank, een improvisatieprogramma van Mathias Coppens.
Hij speelde ook Kabouter Snorre in de Plopfilm Plop en de Pinguïn.
Verder presenteerde hij in 2010 een nieuw seizoen van Sterren op de Dansvloer en is hij te zien in de telenovelle David.
In samenwerking met Studio 100 speelde hij vanaf 2010 tot 2014 de buurman in de sitcom van K3, Hallo K3!, en de K3-films K3 dierenhotel en K3 Bengeltjes, die zijn gebaseerd op de sitcom. In 2017 deed hij mee in de film K3 Love Cruise. In 2018 deed hij mee als de vaste klant van de K3 Roller Disco. En in 2020 deed hij mee in de film Dans Van de Farao van K3.

### Comeback op de planken
Sinds 2012 trekt Vermeire weer rond met een zaalshow. Van 2012 tot 2014 was dat met de show 5 voor 12, in 2015 gevolgd door de show Veel vijven en zessen. In november 2018 ging de zaalshow Van 7 tot 77 in première, aanvankelijk met als aangever Ruben Van Gucht, na een dispuut vervangen door zijn eerdere aangever Luc Verschueren.

### Privé
Vermeire heeft samen met zijn ex-vrouw Eva Pauwels een dochter, Julie Vermeire, en een zoon, Maxime Vermeire.

## Shows
Naast televisiewerk deed hij ook zaalshows waarin hij verschillende typetjes vertolkte.
Met Luc Verschueren
- Zaalshow 1 (VHS, vcd, dvd) 1993
- Zaalshow 2 (VHS, vcd, dvd) 1996

Met K3 (Kristel, Josje en Karen)
- Alice in Wonderland (dvd) 2011

Met Dirk Bauters
- 5 voor 12, 2012-2014, ook op dvd verschenen
- Veel Vijven en Zessen, 2015-2017, ook op dvd verschenen

Met Luc Verschueren (initieel met Ruben Van Gucht als aangever, maar na onenigheden werd de samenwerking stopgezet)
- Van 7 tot 77, 2018-heden
- Zaalshow 2.0, 2023-2024

## Films
- Na de liefde (Après l'amour) (Frank) in 1983
- Max (Max de Keukeleire) in 1994
- Plop en de Pinguïn (Kabouter Snorre) in 2007
- K3 Bengeltjes (Marcel) in 2012
- K3 Dierenhotel  (Marcel) in 2014
- F.C. De Kampioenen 2: Jubilée Général! (DDT) in 2015
- K3 Love Cruise (Marcel) in 2017
- F.C. De Kampioenen 3: Forever (DDT) in 2017
- F.C. De Kampioenen 4: Viva Boma (DDT) in 2019
- K3: Dans van de farao (Marcel) in 2020

## Muziek
In totaal bracht Jacques Vermeire meerdere nummers uit op cd:
- Max (Single)
- De Wonderful World Van... Jacques Vermeire (Album)

Vermeire had ook een kleine groep, genaamd Kabiaar, met hits als deze:
- 'Denk Aan Mij'
- 'The Girl I Know'
- 'Maandagochtend'
- 'Hartinfarct'
- 'Avoir Et être'

Verder had Vermeire in 2001 zijn eigen sketchprogramma: 'De Jacques Vermeire Show', met een verhaallijn die inhield dat er met vijf mannen een nieuwe 'boysband' werd gestart. Deze 'boysband' bestond uit Chris Cauwenberghs, Aimé Anthoni, Govert Deploige, Walter De Groote en Jacques Vermeire zelf.
Hun groep heette Explosion en hun single genaamd Boem Boem stond twee weken in de Ultratop.

## Musicals
- Alice in Wonderland (2011) - als Nestor, het Witte Konijn

## Biografie chronologisch
2023
- Jacques en Urbain op Wereldtournee, als zichzelf

2021
- Voor altijd Kampioen!, als zichzelf (gast)
- Eenmaal andermaal, als presentator samen met Axel Daeseleire

2020
- F.C. De Kampioenen Kerstspecial, als DDT (Dimitri De Tremmerie)

2019
- De Battle als jurylid
- F.C. De Kampioenen 4: Viva Boma, als DDT (Dimitri de Tremmerie)

2018
- K3 Roller Disco, VtmKzoom als Marcel, acteur
- Zaalshow Van 7 tot 77
- Het collectief geheugen, als teamleider

2017
- K3 Love Cruise, K3-film, als Marcel, acteur
- F.C. De Kampioenen 3: Forever, als DDT (Dimitri de Tremmerie)

2016
- Theatertournee De Drie Grijzen, met Gerty Christoffels, Walter Grootaers en Kurt Van Eeghem

2015
- F.C. De Kampioenen 2: Jubilee General, als DDT (Dimitri de Tremmerie)
- Zaalshow Veel vijfen en zessen

2014
- K3 Dierenhotel, K3-film, als Marcel, acteur
- Helden van de lach, Canvas-reportage omtrent de carrière van Jacques Vermeire

2013
- Spelen met uw Leven (Vier), Lang Leve... (VTM) en tal van andere tv-programma's als centrale gast

2012
- Zaalshow 5 voor 12
- Hallo K3!, VTM/RTL Telekids, 14 afleveringen als acteur
- K3 Bengeltjes, K3 film, als Marcel, acteur

2011
- Alice in Wonderland (K3-musical), 3D-musical met K3, tournee in België en Nederland
- Kung Fu Panda 2, stem in de animatiefilm
- Vrienden Van de Veire, Eén, vast panellid

2010-2011
- Hallo K3, VTM/Tros/RTL Telekids, 25 afleveringen als Marcel

2010
- David, VTM, 33 afleveringen als acteur in de telenovelle

2008
- Ranking the Stars, VTM, vast panellid in 5 afleveringen
- Niets dan de waarheid, VTM, panellid in 3 afleveringen
- Kung Fu Panda, stem in de animatiefilm

2007
- Plop en de Pinguïn, Studio 100-langspeelfilm als acteur
- Wittekerke, VTM, 7 afleveringen als acteur
- 101 Vragen aan ..., VTM, 34 afleveringen als host
- GodzijDank, VTM, 5 afleveringen als acteur (improvisatie)

2006-heden
- Sketch Up, VTM, met quickies

2006-2010
- Sterren op de Dansvloer, VTM, presentator van 4 seizoenen en 44 afleveringen

2003-2004
- Puur toeval, VTM, vast panellid in 54 afleveringen

2002
- Het Witte Paard, Blankenberge, zomershow

2001
- Vermeire Explosion, VTM, 11 afleveringen als acteur en komiek
- Vermeire op Oudejaar, VTM

2000
- Het beste uit de Jacques Vermeire Show, VTM, kerstavond en oudejaarsavond
- ‘t Is maar TV, VTM, 13 afleveringen als vast panellid

1999-2006
- Verschoten & Zoon, VTM, 104 afleveringen als acteur

1999 e.v.
- De bovenste plank, VRT

1999
- Linx, VTM, vast panellid in 13 afleveringen

1998-1999
- Jacques Vermeire Show, VTM, 2 x 13 afleveringen als acteur en komiek

1998 e.v.
- De leukste eeuw, VRT

1997-1998
- De Kop van Jut, VRT, 26 afleveringen als entertainer

1997
- De Burgemeesters, VRT, 13 afleveringen als acteur

1996
- Follies Vermeire, VRT, oudejaarsavondshow, als komiek en acteur

1994
- Max, bioscoopfilm, hoofdrolspeler en producent
- Cinderella trofee (1994), Humorist van het jaar (poppoll Joepie magazine, 1994)

1993-1995
- Zaalshow II, 415 uitverkochte shows, met Luc Verschueren, vertoond op VTM (1999, 2001) en VT4 (1996)

1990-1998, 2010
- F.C. De Kampioenen, VRT, 105 afleveringen als DDT (Dimitri De Tremmerie)
- ‘DDT ontsnapt’, de laatste aflevering van het 20ste seizoen

1990
- Margriet, BRT, 10 afleveringen als wekelijkse zanger

1989-1997
- De 3 Wijzen, BRT(N), vast panellid in 248 van de 342 afleveringen
- Vox Populi trofee (1994)

1989-1993
- Zaalshow I, 700 uitverkochte shows, met Luc Verschueren, vertoond op VRT (1993, 1995), VT4 (1995) en VTM (2021)

1989-1992
- Oei Jacques, 4 eindejaarsavondshows, als komiek en acteur

1989
- Creatief denken, een goed idee, BRT, 7 afleveringen als acteur
- Oei, BRT, 3 afleveringen als acteur

1987-1989
- Meester, hij begint weer!, BRT, 16 afleveringen, als acteur

1986-1988
- LSP Band, zanger

1985-1990
- Sportkaffee, Radio 2, entertainer, live-radio

1983-1992
- Allerhande optredens met o.a. Frank Dingenen, Bart De Pauw, Mark Uytterhoeven, Carl Huybrechts, Ben Crabbé, An Swartenbroeckx, Luc Verschueren

1983
- Na de liefde, acteur in langspeelfilm

1981-1983
- MMT (Mechels Miniatuur Theater, nu 't Arsenaal), beroepsacteur

1979
- Wikken en Wegen, BRT, 3 afleveringen als acteur

1974-1981
- Kabiaar, popcabaret, als zanger en entertainer
- Met Kabiaar te gast in diverse BRT-programma's: Hitring, Labyrint …
- Met Kabiaar finalist Humorfestival Knokke-Heist (1975) en finalist Camaretten (Nederland, 1976)

De jaren 70
- Scobo Band, bluesband met Jacques Vermeire als zanger/frontman

De jaren 60
- Family Eight, skifflegroep met Jacques Vermeire als zanger/frontman

## Prijzen en nominaties
- 1992: Gouden Oog 1991 Gewonnen in de categorie Beste acteur (voor zijn rol als DDT in F.C. De Kampioenen)
- 1993: Gouden Oog 1992 Gewonnen in de categorie Beste acteur (voor zijn rol als DDT in F.C. De Kampioenen)
- 1997: Gouden Oog 1996 Gewonnen in de categorie Beste acteur (voor zijn rol als DDT in F.C. De Kampioenen)